# Col de la Croix-de-Fer
Il Col de la Croix-de-Fer (2.068 m s.l.m.) è un passo francese situato nelle Alpi del Delfinato. Dal punto di vista orografico il colle si trova nel massiccio Grandes Rousses. Collega San Giovanni di Moriana a nord-est e Le Bourg-d'Oisans a sud e si trova in prossimità del Col du Glandon. Il colle ha ospitato il Tour de France diciassette volte, la prima nel 1947 e la più recente il 19 luglio 2018, dodicesima tappa.

## Galleria d'immagini

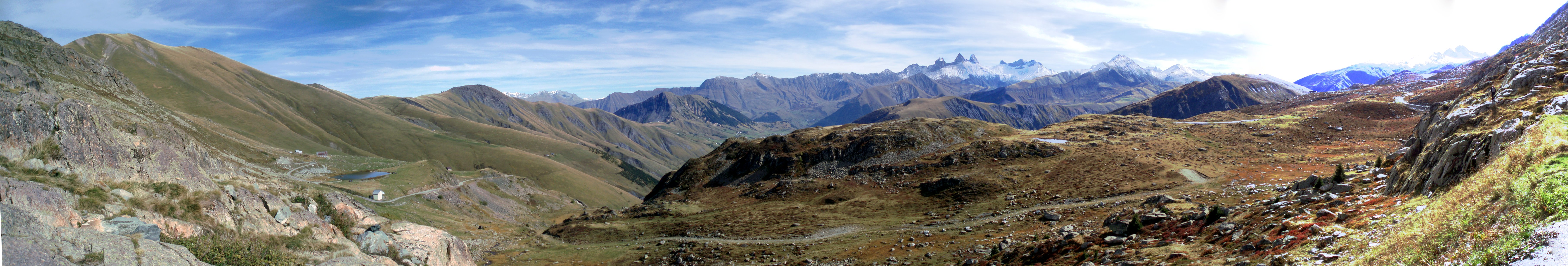
Vista panoramica sulle Aiguilles d'Arves dal Col de la Croix-de-Fer
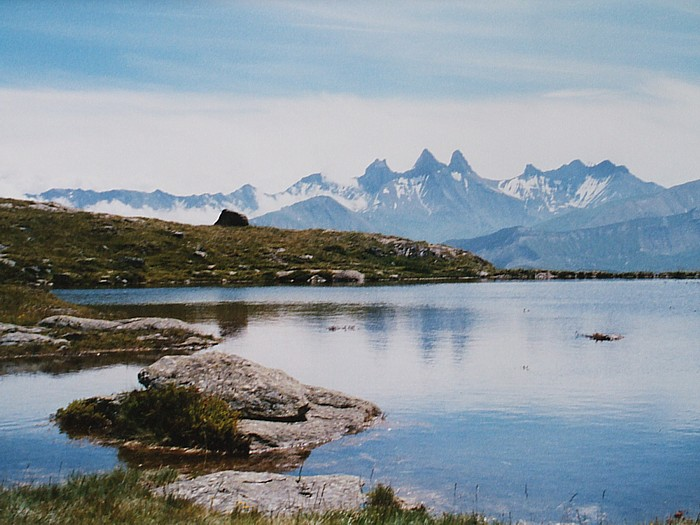
Altra vista sulle Aiguilles d'Arves
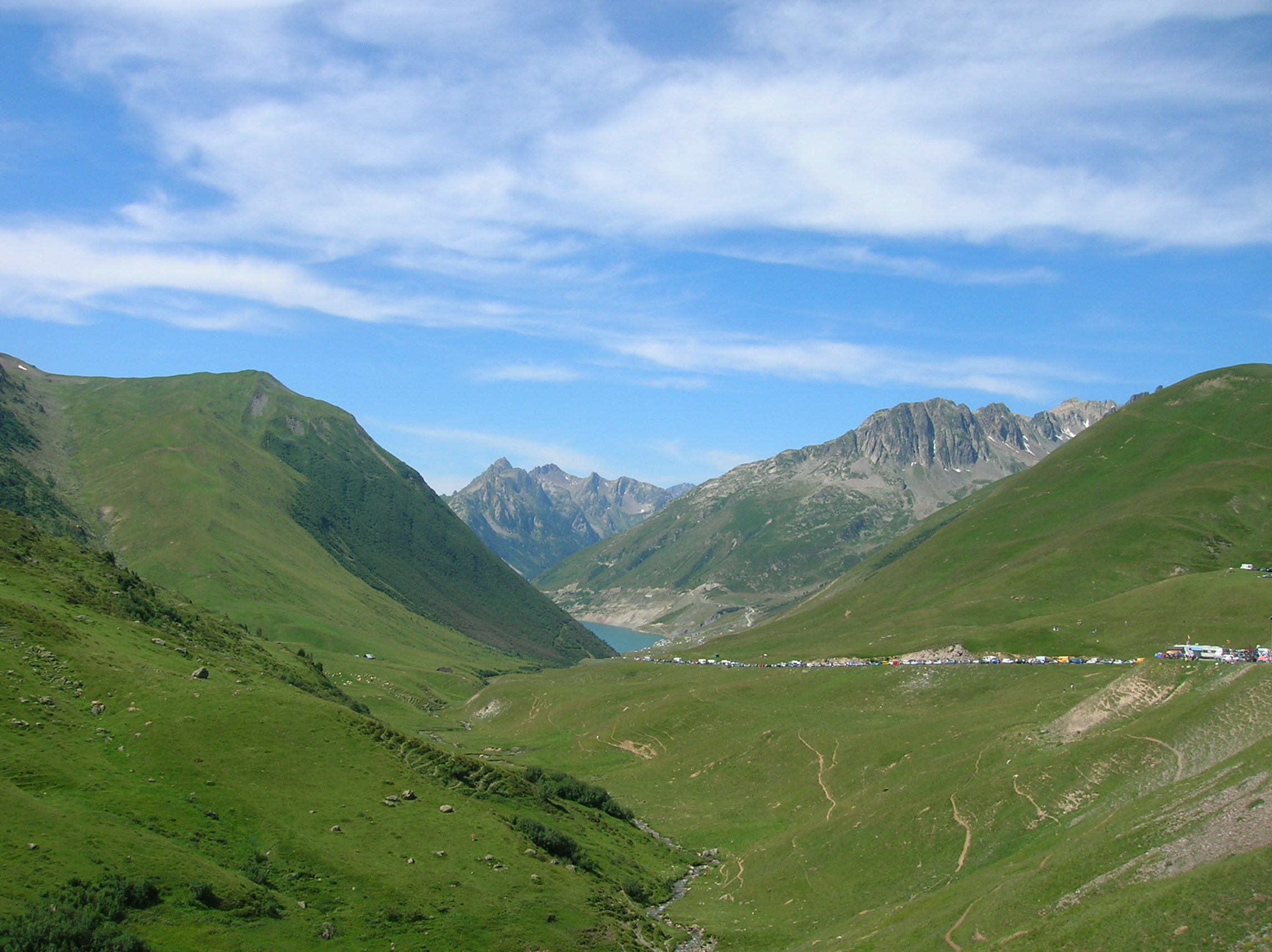
Vista verso sud-ovest in prossimità del colle